# UCI WorldTour de 2013
O UCI World Tour de 2013 foi a terceira edição da competição ciclista chamada UCI World Tour.
A corrida chinesa Tour de Hangzhou foi acrescentada de novo ao calendário depois de suspender-se a passada edição, o que ia fazer que a competição de máxima categoria tivesse 30 corridas, superando o recorde de corridas pontuáveis do UCI World Tour de 2012. No entanto, de novo foi cancelada com o que as corridas pontuáveis finalmente ficaram em 29 (igual que no UCI World Tour de 2012).

## Equipas (19)
Ver UCI ProTeam
Estas equipas tiveram a participação assegurada e obrigada em 30 corridas do UCI World Tour (ainda que a Ag2r-La Mondiale se autoexclui do Critérium de Dauphiné como teve 2 casos de doping nos últimos doze meses, cumprindo assim com as normas do MPCC (Movimento por um Ciclismo Credível). Para o ser seguiu-se o mesmo critério que desde 2011, isto é, os 15 primeiros de um ranking desportivo de "méritos" e outros 3 convidados do posto 16º ao 20º de dito ranking, com preferência para os que já tivessem a licença renovada para dita temporada. Dessas equipas classificadas do 16º ao 20º o Team Europcar não pediu a licença com o que ficou descartado e unido a que o Lotto Belisol e o FDJ tinham licença em vigor todo indicada que o último posto lho iam a jogar entre o Team Argos-Shimano e Team Saxo-Tinkoff. No entanto, o Team Katusha foi recusado apesar de cumprir com apenas o critério desportivo ao ser 5º do ranking segundo algumas estimativas de pontos devido a irregularidades não publicadas oficialmente ao não cumprir outros requisitos. Finalmente, devido ao descarte do Katusha, foram 4 as equipas convidadas que foram o Argos-Shimano, Lotto Belisol, FDJ e Team Saxo-Tinkoff classificados respectivamente nos postos 16º, 17º, 18º e 20º de dito ranking (os 4 com opção a convite que pediram a licença).

### O Katusha readmitido como UCI ProTeam pelo TAS
Uma vez iniciada a temporada, com o Tour Down Under finalizado e com as equipas participantes de muitas corridas anunciados (na que em algumas UCI World Tour não estava o Katusha), o 15 de fevereiro o TAS resolveu a favor da equipa rússa sua apelação com respeito à perda de categoria como "o Conselho do TAS não chegou às mesmas conclusões que a Comissão de Licenças da UCI" com o que terá que ser readmitido como UCI ProTeam. A UCI por sua vez comunicou que em nenhum caso superar-se-iam as 18 equipas na máxima categoria com o que ter-se-ia que reiniciar o processo de selecção para aquelas equipas que tinham que renovar a licença e para aqueles fora dos 15 primeiros do "ranking de mérito". No entanto, a instâncias do Conselho de Ciclismo Profissional a UCI teve que ceder e aceitar de forma excepcional 19 equipas nesta categoria.
Portanto, com respeito aos equipas da passada temporada entrou a nova equipa criada nessa mesma temporada do Euskaltel Euskadi e a ascendida Argos-Shimano e saiu a equipa desaparecida do Euskaltel-Euskadi. Sendo estas as equipas UCI ProTeam 2013:
| Código UCI | Equipa                               |
| ---------- | ------------------------------------ |
| ALM        | Ag2r La Mondiale                     |
| AST        | Astana Pro Team                      |
| BEL        | Belkin Pro Cycling Team              |
| BMC        | BMC Racing Team                      |
| CAN        | Cannondale Pro Cycling               |
| EUS        | Euskaltel Euskadi                    |
| FDJ        | FDJ                                  |
| GRS        | Garmin Sharp                         |
| OGE        | Orica GreenEDGE                      |
| KAT        | Katusha                              |
| LAM        | Lampre-Merida                        |
| LTB        | Lotto Belisol                        |
| MOV        | Movistar Team                        |
| OPQ        | Omega Pharma-Quick Step Cycling Team |
| RNT        | RadioShack Leopard                   |
| SKY        | Sky Procycling                       |
| ARG        | Team Argos-Shimano                   |
| SAX        | Team Saxo-Tinkoff                    |
| VAC        | Vacansoleil-DCM Pro Cycling Team     |

Também, como vem sendo habitual, também participaram as selecções nacionais (com corredores das equipas dos Circuitos Continentais UCI) nas corridas de países com pouca tradição ciclista que foram o Tour Down Under (selecção chamada UniSA-Austrália), a Volta à Polónia (selecção chamada Reprezentacja Polski) e no Grande Prémio do Quebec e Grande Prémio de Montreal (Equipe Canadá) que só tiveram uma permissão especial para correr nessas corridas mais especificamente; essas participações produziram-se sem que os corredores de ditas selecções possam aspirar a obter pontuação (nem obviamente essa selecção nem a equipa oficial do corredor). Por outra parte também participarão equipas de categoria Continental no Contrarrelógio por equipas do Campeonato Mundial de Ciclismo em Estrada. Essas corridas com esses convites especiais foram as únicas excepções nas que se permitiu correr a corredores sem passaporte biológico já que algum dos corredores não estiveram em equipas aderidas a dito passaporte.
Também puderam participar mediante convite equipas de categoria Profissional Continental (segunda categoria) ainda que sem poder pontuar.

### Movimentos em procura de pontos
Em procura dos pontos para ascender no "ranking de mérito" (os pontos levam-lhos os corredores à equipa pelo que alinha) destacaram os contratos de Tarik Chaoufi (4º do UCI Africa Tour de 2010-2011 e 1º do UCI Africa Tour de 2011-2012) e Alexander Serebryakov (6º do UCI America Tour de 2011-2012) pelo Euskaltel Euskadi; Maximiliano Richeze (2º do UCI America Tour de 2010-2011 e 6º do UCI America Tour de 2011-2012) e Miguel Ubeto (3º do UCI America Tour de 2011-2012) pelo Lampre-Merida; Yauheni Hutarovich (2º do UCI Europe Tour de 2010-2011), Samuel Dumoulin (7º do UCI Europe Tour de 2011-2012) e Domenico Pozzovivo (8º do UCI Europe Tour de 2011-2012) pelo Ag2r La Mondiale; Reinardt Janse Van Rensburg (3º do UCI Africa Tour de 2011-2012, 7º do UCI Oceania Tour de 2011-2012 e 10º do UCI Europe Tour de 2011-2012), Luka Mezgec (6º do UCI Ásia Tour de 2011-2012) e François Parisien (7º do UCI America Tour de 2011-2012) pelo Argos-Shimano; e Jay McCarthy (3º do UCI Oceania Tour de 2011-2012) pelo Saxo Bank.

## Corridas (29)
| Data                        | Corrida                                                                   | Vencedor                | Equipa do vencedor      |
| --------------------------- | ------------------------------------------------------------------------- | ----------------------- | ----------------------- |
| 22-27 de janeiro            | Tour Down Under                                                           | Tom Slagter             | Blanco                  |
| 3-10 de março               | Paris-Nice                                                                | Richie Porte            | Sky                     |
| 6-12 de março               | Tirreno-Adriático                                                         | Vincenzo Nibali         | Astana                  |
| 17 de março                 | Milão-Sanremo                                                             | Gerald Ciolek           | MTN Qhubeka             |
| 18-24 de março              | Volta à Catalunha                                                         | Daniel Martin           | Garmin-Sharp            |
| 22 de março                 | E3 Prijs Vlaanderen-Harelbeke                                             | Fabian Cancellara       | Radioshack Leopard      |
| 24 de março                 | Gante-Wevelgem                                                            | Peter Sagan             | Cannondale              |
| 31 de março                 | Tour de Flandes                                                           | Fabian Cancellara       | Radioshack Leopard      |
| 1-6 de abril                | Volta ao País Basco                                                       | Nairo Quintana          | Movistar                |
| 7 de abril                  | Paris-Roubaix                                                             | Fabian Cancellara       | Radioshack Leopard      |
| 14 de abril                 | Amstel Gold Race                                                          | Roman Kreuziger         | Saxo-Tinkoff            |
| 17 de abril                 | Flecha Valona                                                             | Dani Moreno             | Katusha                 |
| 21 de abril                 | Lièje-Bastogne-Lièje                                                      | Daniel Martin           | Garmin Sharp            |
| 23-28 de abril              | Tour da Romandia                                                          | Chris Froome            | Sky                     |
| 4-26 de maio                | Volta a Itália                                                            | Vincenzo Nibali         | Astana                  |
| 2-9 de junho                | Critérium de Dauphiné                                                     | Chris Froome            | Sky                     |
| 8-16 de junho               | Volta à Suíça                                                             | Rui Costa               | Movistar                |
| 29 de junho-21 de julho     | Volta a França                                                            | Chris Froome            | Sky                     |
| 27 de julho                 | Clássica de San Sebastián                                                 | Tony Gallopin           | RadioShack Leopard      |
| 27 de julho-3 de agosto     | Volta à Polónia                                                           | Pieter Weening          | Orica GreenEDGE         |
| 12-18 de agosto             | Eneco Tour                                                                | Zdeněk Štybar           | Omega Pharma-Quick Step |
| 24 de agosto-15 de setembro | Volta a Espanha                                                           | Chris Horner            | Radioshack Leopard      |
| 25 de agosto                | Vattenfall Cyclassics                                                     | John Degenkolb          | Argos-Shimano           |
| 1 de setembro               | Grande Prémio de Plouay                                                   | Filippo Pozzato         | Lampre-Merida           |
| 13 de setembro              | G. P. Quebec                                                              | Robert Gesink           | Belkin                  |
| 15 de setembro              | G. P. Montreal                                                            | Peter Sagan             | Cannondale              |
| 22 de setembro              | Contrarrelógio por equipas de o Campeonato Mundial de Ciclismo em Estrada | Omega Pharma-Quick Step | Omega Pharma-Quick Step |
| 6 de outubro                | Giro da Lombardia                                                         | Joaquim Rodríguez       | Katusha                 |
| 9-13 de outubro             | Tour de Hangzhou                                                          | ----------              | ----------              |
| 11-15 de outubro            | Tour de Pequim                                                            | Beñat Intxausti         | Movistar                |

## Classificações
Estas são as classificações finais:
Nota: ver Barómetros de pontuação

### Classificação individual
| Posição | Corredor           | Equipa             | Pontos |
| ------- | ------------------ | ------------------ | ------ |
| 1       | Joaquim Rodríguez  | Katusha            | 607    |
| 2       | Chris Froome       | Sky                | 587    |
| 3       | Alejandro Valverde | Movistar           | 540    |
| 4       | Peter Sagan        | Cannondale         | 491    |
| 5       | Vincenzo Nibali    | Astana             | 474    |
| 6       | Daniel Martin      | Garmin Sharp       | 432    |
| 7       | Fabian Cancellara  | RadioShack Leopard | 384    |
| 8       | Nairo Quintana     | Movistar           | 366    |
| 9       | Rui Costa          | Movistar           | 352    |
| 10      | Richie Porte       | Sky                | 327    |

| 11 | Roman Kreuziger   | Saxo-Tinkoff       | 308 |
| 12 | Daniel Moreno     | Katusha            | 295 |
| 13 | Chris Horner      | RadioShack Leopard | 257 |
| 14 | Carlos Betancur   | Ag2r La Mondiale   | 255 |
| 15 | Alberto Contador  | Saxo-Tinkoff       | 252 |
| 16 | Michele Scarponi  | Lampre-Merida      | 235 |
| 17 | Bauke Mollema     | Belkin             | 232 |
| 18 | Greg Van Avermaet | BMC Racing         | 230 |
| 19 | Sergio Henao      | Sky                | 227 |
| 20 | Rafał Majka       | Saxo-Tinkoff       | 201 |

### Classificação por países
A classificação por países calcula-se somando os pontos dos cinco melhores corredores da cada país. Os países com o mesmo número de pontos classificam-se de acordo a seu corredor melhor classificado.
| Posição | País          | Pontos | Top 5 corredores                                                                  |
| ------- | ------------- | ------ | --------------------------------------------------------------------------------- |
| 1       | Espanha       | 1890   | Rodríguez (607), Valverde (540), D. Moreno (295), Contador (252), Intxausti (196) |
| 2       | Itália        | 1082   | Nibali (474), Scarponi (235), Pozzovivo (146), Gasparotto (115), Pozzato (112)    |
| 3       | Colômbia      | 1011   | Quintana (366), Betancur (255), Henao (227), Urán (163)                           |
| 4       | Reino Unido   | 975    | Froome (587), Cavendish (161), Thomas (117), Wiggins (66), Stannard (44)          |
| 5       | Países Baixos | 806    | Mollema (232), Weening (172), Gesink (145), Kelderman (130), Slagter (127),       |

### Classificação por equipas
Esta classificação calcula-se somando os pontos dos cinco melhores corredores da cada equipa. Se obtêm-se pontos no Campeonato Mundial Contrarrelógio por Equipas, contam-se para a classificação, sempre que esses pontos estejam entre os 5 melhores pontuações da esquadra. As equipas com o mesmo número de pontos classificam-se de acordo a seu corredor melhor classificado.
| Posição | Equipa             | Pontos | Top 5 corredores |
| ------- | ------------------ | ------ | --- |
| 1       | Movistar           | 1610   | Valverde (540), Quintana (366), Costa (352), Intxausti (196), Moreno (86), CRE Campeonato Mundial de Ciclismo (70)     |
| 2       | Sky                | 1561   | Froome (587), Porte (327), Henao (227), Urán (163), CRE Campeonato Mundial de Ciclismo (140), Thomas (117)             |
| 3       | Katusha            | 1340   | Rodríguez (607), D. Moreno (295), Spilak (199), Kristoff (161), Paolini (78)                                           |
| 4       | RadioShack Leopard | 1056   | Cancellara (384), Horner (257), Bakelants (127), CRE Campeonato Mundial de Ciclismo (120), Nizzolo (85), Gallopin (83) |
| 5       | Astana             | 1045   | Nibali (474), Fuglsang (160), Kangert (116), Gasparotto (115), CRE Campeonato Mundial de Ciclismo (110), Grivko (70)   |

## Progresso das classificações
| Corrida (Vencedor)                                | Classificação individual | Classificação por equipas | Classificação por países |
| ------------------------------------------------- | ------------------------ | ------------------------- | ------------------------ |
| Tour Down Under (Tom Slagter)                     | Tom Slagter              | Blanco                    | Espanha                  |
| Paris-Nice (Richie Porte)                         | Richie Porte             | Sky                       | Espanha                  |
| Tirreno-Adriático (Vincenzo Nibali)               | Richie Porte             | Sky                       | Espanha                  |
| Milão-San Remo (Gerald Ciolek)                    | Sylvain Chavanel         | Sky                       | Espanha                  |
| E3 Prijs Vlaanderen-Harelbeke (Fabian Cancellara) | Peter Sagan              | Sky                       | Espanha                  |
| Volta à Catalunha (Daniel Martin)                 | Peter Sagan              | Sky                       | Espanha                  |
| Gante-Wevelgem (Peter Sagan)                      | Peter Sagan              | Sky                       | Espanha                  |
| Tour de Flandres (Fabian Cancellara)              | Peter Sagan              | Sky                       | Espanha                  |
| Volta ao País Basco (Nairo Quintana)              | Peter Sagan              | Sky                       | Espanha                  |
| Paris-Roubaix (Fabian Cancellara)                 | Fabian Cancellara        | Sky                       | Espanha                  |
| Amstel Gold Race (Roman Kreuziger)                | Fabian Cancellara        | Sky                       | Espanha                  |
| Flecha Valona (Dani Moreno)                       | Fabian Cancellara        | Sky                       | Espanha                  |
| Lièje-Bastogne-Lièje (Daniel Martin)              | Fabian Cancellara        | Sky                       | Espanha                  |
| Tour da Romandia (Chris Froome)                   | Fabian Cancellara        | Sky                       | Espanha                  |
| Volta a Itália (Vincenzo Nibali)                  | Fabian Cancellara        | Sky                       | Colômbia                 |
| Critérium de Dauphiné (Chris Froome)              | Fabian Cancellara        | Sky                       | Espanha                  |
| Volta à Suíça (Rui Costa)                         | Fabian Cancellara        | Sky                       | Espanha                  |
| Volta a França (Chris Froome)                     | Chris Froome             | Sky                       | Espanha                  |
| Clássica de San Sebastián (Tony Gallopin)         | Chris Froome             | Sky                       | Espanha                  |
| Volta à Polónia (Pieter Weening)                  | Chris Froome             | Sky                       | Espanha                  |
| Eneco Tour (Zdeněk Štybar)                        | Chris Froome             | Sky                       | Espanha                  |
| Vattenfall Cyclassics (John Degenkolb)            | Chris Froome             | Sky                       | Espanha                  |
| Grande Prémio de Plouay (Filippo Pozzato)         | Chris Froome             | Sky                       | Espanha                  |
| Grande Prémio do Quebec (Robert Gesink)           | Chris Froome             | Sky                       | Espanha                  |
| Grande Prémio de Montreal (Peter Sagan)           | Chris Froome             | Sky                       | Espanha                  |
| Volta a Espanha (Chris Horner)                    | Chris Froome             | Sky                       | Espanha                  |
| Giro de Lombardia (Joaquim Rodríguez)             | Joaquim Rodríguez        | Sky                       | Espanha                  |
| Tour de Pequim (Beñat Intxausti)                  | Joaquim Rodríguez        | Movistar                  | Espanha                  |
| Final                                             | Joaquim Rodríguez        | Movistar                  | Espanha                  |